# Hannoverscher Sportverein von 1896 1987-1988
Questa voce raccoglie le informazioni riguardanti l'Hannoverscher Sportverein von 1896 nelle competizioni ufficiali della stagione 1987-1988.

## Stagione
Nella stagione 1987-1988 l'Hannover, allenato da Jürgen Wähling, concluse il campionato di Bundesliga al 10º posto. In Coppa di Germania l'Hannover fu eliminato al primo turno dal Wolfsburg.

## Rosa
| N. |                        | Ruolo | Calciatore          |
| -- | ---------------------- | ----- | ------------------- |
|    | Germania (bandiera)    | P     | Christian Handschug |
|    | Germania (bandiera)    | P     | Ralf Raps           |
|    | Germania (bandiera)    | P     | Hans Wulf           |
|    | Germania (bandiera)    | D     | Karlheinz Geils     |
|    | Germania (bandiera)    | D     | Bastian Hellberg    |
|    | Inghilterra (bandiera) | D     | Peter Hobday        |
|    | Germania (bandiera)    | D     | Heinz Knüwe         |
|    | Germania (bandiera)    | D     | Mathias Kuhlmey     |
|    | Germania (bandiera)    | D     | Holger Willmer      |
|    | Germania (bandiera)    | C     | Rachid Belarbi      |
|    | Germania (bandiera)    | C     | Detlev Dammeier     |

| N. |                     | Ruolo | Calciatore         |
| -- | ------------------- | ----- | ------------------ |
|    | Germania (bandiera) | C     | Bernd Dierßen      |
|    | Germania (bandiera) | C     | Günter Drews       |
|    | Germania (bandiera) | C     | Martin Groth       |
|    | Germania (bandiera) | C     | Andreas Müller     |
|    | Germania (bandiera) | C     | Andreas Reinke     |
|    | Germania (bandiera) | C     | Karsten Surmann    |
|    | Germania (bandiera) | A     | Gregor Grillemeier |
|    | Germania (bandiera) | A     | Frank Hartmann     |
|    | Germania (bandiera) | A     | Stefan Kohn        |
|    | Polonia (bandiera)  | A     | Andrzej Pałasz     |
|    | Germania (bandiera) | A     | Siegfried Reich    |

## Organigramma societario
Area tecnica
- Allenatore: Jürgen Wähling
- Allenatore in seconda:
- Preparatore dei portieri:
- Preparatori atletici:

## Calciomercato

### Sessione estiva
| Acquisti | Acquisti        | Acquisti         | Acquisti |
| R.       | Nome            | da               | Modalità |
| -------- | --------------- | ---------------- | -------- |
| C        | Bernd Dierßen   | Schalke 04       |          |
| C        | Günter Drews    | Bayer Leverkusen |          |
| D        | Karlheinz Geils | Colonia          |          |
| A        | Stefan Kohn     | Bayer Leverkusen |          |
| C        | Andreas Müller  | Stoccarda        |          |
| A        | Andrzej Pałasz  | Górnik Zabrze    |          |
| D        | Holger Willmer  | Bayern Monaco    |          |

| Cessioni | Cessioni               | Cessioni          | Cessioni |
| R.       | Nome                   | a                 | Modalità |
| -------- | ---------------------- | ----------------- | -------- |
| C        | Wayne Thomas           | Kickers Offenbach |          |
| C        | Stefan Eidinger        | TuS Celle         |          |
| C        | Martin Giesel          | Schalke 04        |          |
| C        | Maximilian Heidenreich | Monaco 1860       |          |
| C        | Felix Möller           | Holstein Kiel     |          |

### Sessione invernale
| Acquisti | Acquisti | Acquisti | Acquisti |
| R.       | Nome     | da       | Modalità |
| -------- | -------- | -------- | -------- |

| Cessioni | Cessioni | Cessioni | Cessioni |
| R.       | Nome     | a        | Modalità |
| -------- | -------- | -------- | -------- |

## Risultati

### Bundesliga

#### Girone di andata
| Arbitro: | Neuner |

|  |           |            |
|  | Marcatori | 17’ Schaaf |

| Arbitro: | Boos |

|  |           |                       |
|  | Marcatori | 47’ Drews 65’ Dierßen |

| Arbitro: | Kautschor |

|                                       |           |                         |
| Labbadia 8’ Kaltz 31’ (rig.) Bein 72’ | Marcatori | 14’, 69’ Drews 50’ Kohn |

| Arbitro: | Krug |

|                                          |           |                  |
| Reich 25’ (rig.), 72’ (rig.) Willmer 90’ | Marcatori | 12’, 69’ Glesius |

| Arbitro: | Schmidhuber |

|                                       |           |            |
| Hartmann 20’, 87’ Wuttke 64’ Foda 75’ | Marcatori | 35’ Hobday |

| Arbitro: | Wittke |

|           |           |  |
| Reich 39’ | Marcatori |  |

| Arbitro: | Matheis |

|           |           |  |
| Kuntz 63’ | Marcatori |  |

| Arbitro: | Werner |

|                               |           |                                              |
| Müller 13’ Reich 34’ Kohn 52’ | Marcatori | 48’ (aut.) Geils 50’ Schütterle 80’ Schröder |

| Arbitro: | Strigel |

|                             |           |  |
| Falkenmayer 1’ Schreier 24’ | Marcatori |  |

| Arbitro: | Barnick |

|                      |           |                                  |
| Hobday 57’ Reich 66’ | Marcatori | 34’ Kleppinger 53’ Mill 76’ Zorc |

| Arbitro: | Richmann |

|                                             |           |           |
| Wohlfarth 13’, 42’ Nachtweih 26’ Brehme 75’ | Marcatori | 64’ Reich |

| Arbitro: | Pauly |

|                                          |           |               |
| Hartmann 6’ Surmann 80’ Finke 90’ (aut.) | Marcatori | 7’ Dickgießer |

| Arbitro: | Assenmacher |

|           |           |             |
| Jambo 37’ | Marcatori | 20’ Surmann |

| Arbitro: | Ahlenfelder |

|                  |           |                                    |
| Reich 68’ (rig.) | Marcatori | 25’ Philipkowski 30’ (rig.) Reuter |

| Arbitro: | Fux |

|            |           |                       |
| Dreßen 52’ | Marcatori | 75’ Müller 87’ Pałasz |

| Arbitro: | Weber |

|                        |           |                                |
| Grillemeier 25’ (rig.) | Marcatori | 17’ (rig.) Détári 58’ Smolarek |

| Arbitro: | Scheuerer |

|                     |           |  |
| Baranowski 54’, 70’ | Marcatori |  |

#### Girone di ritorno
| Arbitro: | Broska |

|            |           |  |
| Riedle 84’ | Marcatori |  |

| Arbitro: | Amerell |

|                                |           |            |
| Grillemeier 18’, 90’ Reich 88’ | Marcatori | 26’ Patzke |

| Arbitro: | Kruse |

|                            |           |                  |
| Dierßen 60’, 82’ Reich 69’ | Marcatori | 73’ (rig.) Kaltz |

| Arbitro: | Assenmacher |

|                            |           |                 |
| Harforth 83’ Pilipović 85’ | Marcatori | 58’ Grillemeier |

| Arbitro: | Krug |

|              |           |  |
| Dammeier 25’ | Marcatori |  |

| Arbitro: | Gabor |

|             |           |          |
| Leifeld 77’ | Marcatori | 87’ Kohn |

| Hannover 19 marzo 1988, ore 15:30 CET 24ª giornata | Hannover 96 | 0 – 0 referto | Bayer Uerdingen | Niedersachsenstadion (11 094 spett.)\| Arbitro: \| Föckler \| |
| Arbitro:                                           | Föckler     |               |                 |                                                               |

| Arbitro: | Ahlenfelder |

|                               |           |           |
| Walter 25’ Klinsmann 75’, 77’ | Marcatori | 76’ Reich |

| Arbitro: | Brückner |

|                                                                      |           |            |
| Surmann 13’ Dierßen 15’ Reich 30’ (rig.), 65’ Drews 59’ Hellberg 88’ | Marcatori | 27’ Täuber |

| Arbitro: | Amerell |

|                             |           |                                 |
| Storck 8’ Mill 52’ Zorc 61’ | Marcatori | 22’ Drews 56’ Reich 77’ Surmann |

| Arbitro: | Werner |

|                            |           |             |
| Hobday 58’ Grillemeier 76’ | Marcatori | 6’ Pflügler |

| Arbitro: | Richmann |

|                     |           |              |
| Dais 44’ Bührer 86’ | Marcatori | 57’ Dammeier |

| Arbitro: | Strigel |

|                                                         |           |             |
| Dierßen 6’ Reich 13’ Grillemeier 66’ Drews 74’ Kohn 85’ | Marcatori | 31’ Schäfer |

| Arbitro: | Krug |

|              |           |                               |
| Eckstein 60’ | Marcatori | 7’ Surmann 83’ Kohn 90’ Reich |

| Arbitro: | Scheuerer |

|                           |           |                                                  |
| Grillemeier 2’ Hobday 48’ | Marcatori | 7’ Effenberg 40’ Hochstätter 85’ Criens 89’ Rahn |

| Arbitro: | Föckler |

|                         |           |                                |
| Détári 5’, 84’ Friz 22’ | Marcatori | 51’, 87’ Reich 69’ Grillemeier |

| Arbitro: | Wittke |

|  |           |                                              |
|  | Marcatori | 42’ Povlsen 55’ (rig.) Littbarski 89’ Häßler |

### Coppa di Germania
| Arbitro: | Kriegelstein |

|                                               |           |  |
| Plagge 11’ (rig.) Kretzschmar 46’ Fiebich 81’ | Marcatori |  |

## Statistiche

### Statistiche di squadra
| Competizione      | Punti | In casa | In casa | In casa | In casa | In casa | In casa | In trasferta | In trasferta | In trasferta | In trasferta | In trasferta | In trasferta | Totale | Totale | Totale | Totale | Totale | Totale | DR |
| Competizione      | Punti | G       | V       | N       | P       | Gf      | Gs      | G            | V            | N            | P            | Gf           | Gs           | G      | V      | N      | P      | Gf     | Gs     | DR |
| ----------------- | ----- | ------- | ------- | ------- | ------- | ------- | ------- | ------------ | ------------ | ------------ | ------------ | ------------ | ------------ | ------ | ------ | ------ | ------ | ------ | ------ | -- |
| Bundesliga        | 31    | 17      | 9       | 2       | 6       | 36      | 26      | 17           | 3            | 5            | 9            | 23           | 34           | 34     | 12     | 7      | 15     | 59     | 60     | -1 |
| Coppa di Germania | -     | 0       | 0       | 0       | 0       | 0       | 0       | 1            | 0            | 0            | 1            | 0            | 3            | 1      | 0      | 0      | 1      | 0      | 3      | -3 |
| Totale            | 31    | 17      | 9       | 2       | 6       | 36      | 26      | 18           | 3            | 5            | 10           | 23           | 37           | 35     | 12     | 7      | 16     | 59     | 63     | -4 |

### Andamento in campionato
| Giornata  | 1  | 2 | 3 | 4 | 5 | 6 | 7 | 8 | 9  | 10 | 11 | 12 | 13 | 14 | 15 | 16 | 17 | 18 | 19 | 20 | 21 | 22 | 23 | 24 | 25 | 26 | 27 | 28 | 29 | 30 | 31 | 32 | 33 | 34 |
| --------- | -- | - | - | - | - | - | - | - | -- | -- | -- | -- | -- | -- | -- | -- | -- | -- | -- | -- | -- | -- | -- | -- | -- | -- | -- | -- | -- | -- | -- | -- | -- | -- |
| Luogo     | C  | T | T | C | T | C | T | C | T  | C  | T  | C  | T  | C  | T  | C  | T  | T  | C  | C  | T  | C  | T  | C  | T  | C  | T  | C  | T  | C  | T  | C  | T  | C  |
| Risultato | P  | V | N | V | P | V | P | N | P  | P  | P  | V  | N  | P  | V  | P  | P  | P  | V  | V  | P  | V  | N  | N  | P  | V  | N  | V  | P  | V  | V  | P  | N  | P  |
| Posizione | 14 | 8 | 8 | 6 | 8 | 7 | 9 | 9 | 10 | 13 | 13 | 11 | 12 | 13 | 11 | 12 | 14 | 14 | 13 | 10 | 13 | 10 | 11 | 11 | 13 | 10 | 10 | 10 | 10 | 9  | 8  | 9  | 9  | 10 |

Legenda:

Luogo: C = Casa; T = Trasferta. Risultato: V = Vittoria; N = Pareggio; P = Sconfitta.

### Statistiche dei giocatori
| Giocatore      | Bundesliga | Bundesliga | Bundesliga  | Bundesliga | Coppa di Germania | Coppa di Germania | Coppa di Germania | Coppa di Germania | Totale   | Totale | Totale      | Totale     |
| Giocatore      | Presenze   | Reti       | Ammonizioni | Espulsioni | Presenze          | Reti              | Ammonizioni       | Espulsioni        | Presenze | Reti   | Ammonizioni | Espulsioni |
| -------------- | ---------- | ---------- | ----------- | ---------- | ----------------- | ----------------- | ----------------- | ----------------- | -------- | ------ | ----------- | ---------- |
| R. Belarbi     | 4          | 0          | 1           | 0          | 0                 | 0                 | 0                 | 0                 | 4        | 0      | 1           | 0          |
| D. Dammeier    | 22         | 2          | 2           | 0          | 1                 | 0                 | 0                 | 0                 | 23       | 2      | 2           | 0          |
| B. Dierßen     | 28         | 5          | 3           | 0          | 1                 | 0                 | 1                 | 0                 | 29       | 5      | 4           | 0          |
| G. Drews       | 22         | 6          | 1           | 0          | 1                 | 0                 | 0                 | 0                 | 23       | 6      | 1           | 0          |
| K. Geils       | 32         | 0          | 9           | 0          | 1                 | 0                 | 0                 | 0                 | 33       | 0      | 9           | 0          |
| G. Grillemeier | 23         | 8          | 3           | 0          | 0                 | 0                 | 0                 | 0                 | 23       | 8      | 3           | 0          |
| M. Groth       | 1          | 0          | 0           | 0          | 0                 | 0                 | 0                 | 0                 | 1        | 0      | 0           | 0          |
| C. Handschug   | 0          | 0          | 0           | 0          | 1                 | 0                 | 0                 | 0                 | 1        | 0      | 0           | 0          |
| F. Hartmann    | 12         | 1          | 2           | 0          | 0                 | 0                 | 0                 | 0                 | 12       | 1      | 2           | 0          |
| B. Hellberg    | 28         | 1          | 4           | 0          | 1                 | 0                 | 0                 | 0                 | 29       | 1      | 4           | 0          |
| P. Hobday      | 33         | 4          | 5           | 0          | 1                 | 0                 | 0                 | 0                 | 34       | 4      | 5           | 0          |
| H. Knüwe       | 13         | 0          | 3           | 1          | 0                 | 0                 | 0                 | 0                 | 13       | 0      | 3           | 1          |
| S. Kohn        | 23         | 5          | 0           | 0          | 1                 | 0                 | 0                 | 0                 | 24       | 5      | 0           | 0          |
| M. Kuhlmey     | 27         | 0          | 7           | 0          | 1                 | 0                 | 0                 | 0                 | 28       | 0      | 7           | 0          |
| A. Müller      | 27         | 2          | 2           | 0          | 0                 | 0                 | 0                 | 0                 | 27       | 2      | 2           | 0          |
| A. Pałasz      | 16         | 1          | 2           | 0          | 0                 | 0                 | 0                 | 0                 | 16       | 1      | 2           | 0          |
| R. Raps        | 26         | 0          | 0           | 0          | 0                 | 0                 | 0                 | 0                 | 26       | 0      | 0           | 0          |
| S. Reich       | 34         | 17         | 4           | 0          | 1                 | 0                 | 1                 | 0                 | 35       | 17     | 5           | 0          |
| A. Reinke      | 2          | 0          | 0           | 0          | 0                 | 0                 | 0                 | 0                 | 2        | 0      | 0           | 0          |
| K. Surmann     | 31         | 5          | 5           | 0          | 1                 | 0                 | 0                 | 0                 | 32       | 5      | 5           | 0          |
| W. Thomas      | 3          | 0          | 1           | 0          | 1                 | 0                 | 0                 | 0                 | 4        | 0      | 1           | 0          |
| H. Willmer     | 21         | 1          | 2           | 0          | 1                 | 0                 | 0                 | 0                 | 22       | 1      | 2           | 0          |
| H. Wulf        | 8          | 0          | 0           | 0          | 0                 | 0                 | 0                 | 0                 | 8        | 0      | 0           | 0          |